# GDT Bellinzona
Die Giovani Discatori Turrita Bellinzona ist ein Schweizer Eishockeyclub aus Bellinzona, der seit der Saison 2023/24 in der drittklassigen MyHockey League spielt.

## Geschichte
Der Eishockeyverein wurde am 22. September 1972 als Giovani Discatori Turrita Bellinzona gegründet.  Am 7. November 1972 spielte die erste Mannschaft ihr erstes Freundschaftsspiel auf der Pist Turrita gegen Airolo und gewann mit 5:3. Im Januar 1973 nahm die Mannschaft dann an der zweiten Ausgabe des Novizenturniers in Lugano teil.
Der Verein nahm später an der 3. Liga des Schweizer Eishockeyverbandes teil. 2010 vereinbarte der Verein eine Partnerschaft mit dem NLA-Klub HC Lugano, welche auch die durch den HC Lugano geführte erste Mannschaft des HC Ceresio umfasste und auf den Aufstieg einer Tessiner Mannschaft in die National League B zielte. Zur besseren Ausbildung der Nachwuchsspieler der drei Vereine sollten die GDT Bellinzona in der 2. Liga und der HC Ceresio in der 2. Liga dienen.
Im Sommer 2012 ging der HC Ceresio dann komplett in der GDT Bellinzona auf und letztere übernahm das Startrecht des HC Ceresio in der 1. Liga. In der Saison 2012/13 erreichte die erste Mannschaft der GDT das Halbfinale der 1. Liga Ostschweiz.